# Lieven Scheire
Lieven Scheire (Wachtebeke, 3 mei 1981) is een Vlaamse comedy- en televisiemaker, presentator en wetenschapscommunicator.

## Biografie

### Studies
Scheire groeide op in het Oost-Vlaamse Wachtebeke en zat op school op het Sint-Lodewijkscollege in Lokeren. In april 1999 won hij de Oost-Vlaamse provinciale finale van de vierde Geo-olympiade en in de Vlaamse finale werd hij vierde. In het schooljaar '99-'00 verbleef hij in Reykjavik, IJsland in het kader van een uitwisselingsjaar met de organisatie AFS, waar hij in zekere mate de IJslandse taal leerde. Hij begon in oktober 2000 aan een studie fysica aan de Universiteit Gent. Daar behaalde hij het diploma Kandidaat in de Natuurkunde  maar haakte in zijn laatste jaar licentiaat af om een televisiecarrière te beginnen met de comedygroep Neveneffecten.

### Comedy
Scheire begon zijn carrière in mei 2001 als stand-upcomedian. In 2002 won hij de Lunatic Stand-up Comedy Award. Met Neveneffecten stond hij op de planken met de voorstelling Zinloos geweldig (2004). In 2009 maakte Neveneffecten samen met het improcomedygezelschap The Lunatics de voorstelling Te lui en niet bekend genoeg. Scheire nam meermaals deel aan de Crazy Comedy Cover Contest.

### Televisie
Scheire was van 2005 tot 2014 in dienst van productiehuis Woestijnvis, dat tot midden 2012 programma's maakte voor de VRT en nadien voor de commerciële televisiezender VIER. In juli 2014 koos Scheire ervoor zijn contract bij Woestijnvis niet te verlengen. Hij keerde terug naar de VRT, waar hij een exclusiviteitsovereenkomst had gesloten.
Scheire maakte zijn schermdebuut toen hij samen met zijn neef Jonas Geirnaert opdook in het VRT-programma Man bijt hond. In de ludieke rubriek Zonder handen trokken ze de aandacht door een teddybeer in elkaar te slaan op de muziek van Rage Against the Machine. Scheire en Geirnaert werden na hun voorgenoemde optreden benaderd door Koen De Poorter, die hun voorstelde samen een cabaretgroep te starten. Onder de naam Neveneffecten trok het trio in 2003 naar het Groninger Studenten Cabaret Festival, een Nederlandse cabaretwedstrijd die ze wonnen. Al snel evolueerden ze tot een kwartet, toen Jelle De Beule zich als vierde lid bij hen aansloot. Scheire werd in september 2005 samen met zijn Neveneffecten-collega's opgepikt door productiehuis Woestijnvis. Ze mochten er voor de VRT het gelijknamige programma Neveneffecten maken, waarin absurde humor en parodieën centraal stonden. Een tweede reeks afleveringen verscheen in 2008.
Na het eerste seizoen van het programma Neveneffecten, werkte het viertal in 2006 samen met Bart De Pauw aan een nieuw VRT-programma in het genre 'absurde humor', genaamd Willy's en Marjetten. De vijf heren speelden hierin de ietwat marginale gezichten van een 'vrije televisiezender', die stuk voor stuk vreemde reportages bracht. Scheire speelde in de reeks onder meer de rol van technicus Pol Thys en van politieagent Eddy Walput. Het programma werd slecht onthaald door het publiek, waardoor het door de VRT werd afgevoerd na de tiende van de geplande dertien afleveringen. Mede door het achteraf verspreiden van de afleveringen via het internet, groeide Willy's en Marjetten alsnog uit tot een cultserie.
Rond dezelfde tijd als de tweede reeks afleveringen van het programma Neveneffecten, werkte het viertal aan Dokters & Dochters, een wekelijkse minisoap die in het televisieseizoen 2008-2009 werd uitgezonden als onderdeel van Man bijt hond, het VRT-programma waarin Scheire ooit debuteerde. Na Dokters & Dochters was Scheire geruime tijd nauwelijks te zien op het scherm, mede doordat Jonas Geirnaert en Jelle De Beule vanaf dan een jaar lang aan Kabouter Wesley werkten.
Begin 2011 was Scheire samen met Jonas Geirnaert, Jelle De Beule en Koen De Poorter te zien op het VRT-scherm in het zesdelige programma Basta. Hierin bracht het viertal, zoals het dit zelf noemde, 'zelfgeknutselde onderzoeksjournalistiek'. Het programma raakte in de belangstelling door het behandelen van thema's zoals de belspelletjes (die naar aanleiding van Basta van de Vlaamse buis gehaald werden) en SABAM. Het programmaformat werd kort daarop verkocht aan Nederland. Ondanks de grote hype rond het programma en de vraag van de VRT om een vervolg te maken, bleef een tweede reeks uit.
In navolging van de sporadische wetenschapsrubriek die Scheire de jaren voordien invulde in het VRT-praatprogramma De laatste show, mocht hij in het voorjaar 2012 een humoristisch panelprogramma over wetenschap presenteren, genaamd Scheire en de schepping. Hij presenteerde dit programma zonder zijn collega's van Neveneffecten, al doken zij wel enkele keren op in de wisselende panels. Een tweede en derde seizoen van Scheire en de schepping volgden in respectievelijk het voorjaar 2013 en voorjaar 2014, het vierde in het najaar van 2021. Deze werden niet op de VRT uitgezonden, maar op de kleinere, commerciële televisiezender VIER. Dit was het gevolg van het feit dat de holding boven het productiehuis Woestijnvis zich in deze zender had ingekocht, en bijgevolg de samenwerking met de VRT niet werd verdergezet. Hoewel het programma ten opzichte van de uitzendingen op de VRT fors aan kijkers moest inboeten, bleef het voor VIER relatief gezien wel een van de sterkhouders.
In het televisieseizoen 2012-2013 was Scheire een van de vier vaste sidekicks van Tom Lenaerts in De Kruitfabriek, een dagelijks actuaprogramma van Woestijnvis dat wordt uitgezonden op VIER. Na één seizoen werd het programma afgevoerd. In het najaar 2013 was Scheire op VIER een van de drie vaste juryleden in het elfde seizoen van het spelprogramma De Slimste Mens ter Wereld, naast Philippe Geubels en Bruno Vanden Broecke. Ook in 2014 nam hij plaats in de jury van het programma.
In 2014 stapte Scheire over naar VRT. Daar kreeg hij een eigen wetenschapsrubriek in het praatprogramma Café Corsari. Binnen zowel populaire als verdiepende programma's of rubrieken van de VRT fungeerde Scheire als vaste pion die thema's van wetenschap en techniek besprak. In het voorjaar van 2015 presenteerde Scheire het wetenschapsmagazine De schuur van Scheire. In het najaar van 2015 en begin 2016 presenteert hij op Eén De allesweter, een tactisch spelprogramma waarin vier BV's quizzen, onder wie één iemand die alle antwoorden ingefluisterd krijgt en ontmaskerd moet worden door de anderen. Eind 2016 startte een tweede seizoen.
In 2016 werd hij presentator van het wetenschappelijke spelprogramma Superbrein op Ketnet. Op de Nederlandse zender NPO 3 was hij vanaf juli 2016 een van de permanente gasten in het programma Rare jongens. Eerder was hij voor de Nederlandse tv al panellid in het programma Proefkonijnen.
In 2017 werd zijn exclusiviteitscontract bij de VRT niet verlengd en zo kon hij ook op andere zenders werken. Op VTM presenteerde hij het spelprogramma Kan iedereen nog volgen?.
In het najaar van 2018 was Lieven Scheire de host van Team Scheire op canvas, een humaninterestprogramma waarin een team van acht makers oplossingen uitvindt voor mensen die het het meest nodig hebben. Een programma dat in de Vlaamse pers zeer veel positieve reacties ontving. Sinds het najaar van 2018 vervulde Lieven ook wekelijks een vaste wetenschapsrubriek in het Nederlandse praatprogramma RTL Late Night met Twan Huys.
In 2019 won hij de finale van De Slimste Mens ter Wereld tegen zijn jongere collega-televisiemaker Thomas Huyghe.  Sinds 2019 is hij de huisexpert in het programma Code van Coppens op VTM, tevens is hij sinds 2021 als huisexpert te zien in de Nederlandse versie van het programma dat uitgezonden wordt onder de naam Code van Coppens: De wraak van de Belgen. In 2024 nam hij voor de eerste keer zelf deel aan een aflevering samen met Hetty Helsmoortel.
In 2020 presenteerde hij het AI Songfestival. Hoewel deze editie in Nederland georganiseerd werd, koos de omroep toch voor een Vlaming als presentator. Deze zangwedstrijd maakt gebruik van artificiële intelligentie.
Sinds februari 2021 is Scheire een van de drie verslaggevers van het Nederlandse wetenschapsprogramma Atlas, waar hij regelmatig een bijdrage levert in reportages. Dit doet hij samen met Sosha Duysker en Elisabeth van Nimwegen.
In 2021 volgde er een vierde seizoen van Scheire en de schepping.
In het najaar van 2022 nam hij deel aan De Allerslimste Mens ter Wereld, waar hij werd uitgeschakeld door Gilles Van Bouwel. Vanaf eind oktober 2022 presenteert hij op VTM samen met Frances Lefebure het wekelijkse programma Ons DNA. In dit programma komen wetenschappelijke onderwerpen aan bod die verband houden met genetische aanleg.

### Persoonlijk
Scheire is getrouwd met schrijfster Sien Volders en vader van twee dochters en een zoon. Voormalig senator Oktaaf Scheire was zijn grootoom.

## Prijzen
- In 2018 won hij de Wablieft-prijs.[16]
- In 2024 won hij de Kastaar voor beste podcast met zijn podcast 'Nerdland'.[17]
- In 2025 werd hij door de Universiteit Antwerpen gehuldigd met een eredoctoraat.[18]

## Presentaties
| Jaar       | Zender      | Programma                |
| ---------- | ----------- | ------------------------ |
| 2012-2014  | Eén en VIER | Scheire en de schepping  |
| 2015       | Eén         | De schuur van Scheire    |
| 2015-2017  | Eén         | De allesweter            |
| 2016-2018  | Ketnet      | Superbrein               |
| 2018-2019  | VTM         | Kan iedereen nog volgen? |
| 2018       | Canvas      | Team Scheire             |
| 2021-heden | Play4       | Scheire en de schepping  |
| 2022       | VTM         | Ons DNA                  |

## Podcasts

### Eigen podcasts
- Nerdland Maandoverzicht, waar hij samen met andere wetenschappers en enthousiastelingen het nieuws op vlak van wetenschap en technologie van de voorbije maand onder de loep neemt
- Moules de Geek, een thematische podcast waar hij met gasten praat over een specifiek wetenschappelijk of technologisch onderwerp

### Als vaste gast
- Nerdland Weekoverzicht (Qmusic)
- Waarom? Daarom! (Qmusic)

## Zaalshows
Van 2019 tot 2021 toerde Lieven Scheire rond in Vlaanderen en Nederland met de zaalshow DNA, naar zijn gelijknamig boek.
Vanaf 2022 komt Scheire met de zaalshow A.I., over artificiële intelligentie, naar culturele centra in Vlaanderen en Nederland.

## Nerdland Festival
In juni 2022 is hij samen met Hetty Helsmoortel medeorganisator van het populair-wetenschappelijke Nerdland Festival op het domein Puyenbroeck. Op 26 november 2022 organiseerden zij de familieshow Nerdland Voor Kleine Nerds in de Lotto Arena.
In mei 2023 ging er een tweede editie van het Nerdland Festival door, dat 20.000 bezoekers trok gedurende drie dagen. Op het festival kondigden ze ook een nieuwe familieshow 'Nerdland voor kleine nerds' aan.

## Trivia
- In 2007 kreeg Scheire het peterschap over de Vlaamse afdeling van AFS.
- Scheire was tijdens zijn jeugd actief hoogspringer, eerst bij de Wachtebeekse atletiekclub ACNS, later bij atletiekclub KAA Gent. Hij was ook lid van Mensa.[22]
- In maart 2015 werd door Belgische biologen een nieuw soort wandelende tak vernoemd naar Lieven Scheire. Het insect kreeg de wetenschappelijke naam Lobofemora scheirei. Het leeft in Vietnam.
- Scheire is ook actief op de internetencyclopedie Wikipedia.[23][24] Tijdens de Wikimedia Conferentie in Nederland van 2014 gaf hij een sessie over de relativiteitstheorie.